# (8607) 1971 UT
A (8607) 1971 UT a Naprendszer kisbolygóövében található aszteroida. Luboš Kohoutek fedezte fel 1971. október 26-án.